# Clarence Ray Allen
Clarence Ray Allen (ur. 16 stycznia 1930 w Blair, Oklahoma, zm. 17 stycznia 2006 w więzieniu San Quentin, Kalifornia), przestępca amerykański. Został skazany na śmierć za zlecenie potrójnego morderstwa; jego egzekucja wzbudziła kontrowersje ze względu na wiek i zły stan zdrowia.
Allen prowadził firmę ochroniarską i jednocześnie kierował grupą przestępczą, złożoną ze swoich pracowników. W 1974 zorganizował napad na market Fran's we Fresno, stanowiący własność jego wieloletnich znajomych. Dla potrzeb tej akcji zaaranżował randkę syna właścicieli sklepu Bryona Schletewitza z dziewczyną swojego syna Rogera (również członka grupy przestępczej), Mary Sue Kitts; umożliwiło to zdobycie kluczy do sejfu i alarmu. W napadzie grupa Allena zdobyła około dziesięciu i pół tysiąca dolarów.
Wkrótce po napadzie Kitts przyznała się Schletewitzowi do udziału w akcji Allena. Schletewitz przedstawił zarzuty Rogerowi Allenowi, a ten poinformował o niebezpieczeństwie dekonspiracji ojca. Clarence Allen wydał wówczas polecenie zabójstwa Mary Sue Kitts; zamordował ją Charles Furrow, zwłok nigdy nie odnaleziono. W 1978 Allen został postawiony przed sądem za morderstwo oraz napad rabunkowy i skazany na dożywotnie więzienie, bez możliwości ubiegania się o przedterminowe zwolnienie.
Karę odbywał w więzieniu Folsom w Kalifornii. Nawiązał tam kontakt z innym więźniem Billy Rayem Hamiltonem, który wkrótce miał zostać zwolniony. Allen wynajął Hamiltona do zabójstwa świadków swoich przestępstw, w tym Bryona Schletewitza; Hamilton wyszedł na wolność w 1980 i wykonał część zlecenia - zastrzelił Schletewitza i dwóch przypadkowych świadków, dalszych dwóch ranił. Kilka dni później Hamilton został zatrzymany przy próbie napadu na sklep; znaleziono przy nim listę potencjalnych ofiar, świadków w procesie o zabójstwo Mary Sue Kitts, w tym Schletewitza.
W 1981 Allen został oskarżony przez prokuraturę o zlecenie tych zabójstw (łącznie ośmiorga osób). Uwzględniając kryminalną przeszłość sąd w Glenn County skazał Allena na karę śmierci w listopadzie 1982. Wyrok śmierci otrzymał także Hamilton. Allen składał apelacje, odrzucane w kolejnych instancjach. 
Clarence Allen spędził w celi śmierci dwadzieścia trzy lata. W tym czasie jego stan zdrowia ulegał stopniowemu pogorszeniu; stracił częściowo wzrok i słuch, chorował na cukrzycę, a we wrześniu 2005 przeszedł ciężki zawał serca i od tego czasu poruszał się na wózku inwalidzkim. Prawnicy ubiegający się o wstrzymanie egzekucji argumentowali, że stracenie schorowanego człowieka w podeszłym wieku byłoby czynem niehumanitarnym, a także że skazany nie stanowi już żadnego zagrożenia dla społeczeństwa. Prośby te odrzucił gubernator Kalifornii Arnold Schwarzenegger, a następnie także stanowy sąd najwyższy (Sąd Najwyższy USA odmówił rozpatrzenia wniosku prawników), przypominając, że Allen był w pełni poczytalny w chwili popełnienia swoich czynów.
Wyrok śmierci wykonano 17 stycznia 2006 w więzieniu San Quentin przez wstrzyknięcie trucizny. Allen, który dzień wcześniej ukończył 76 lat, był drugim najstarszym więźniem straconym w USA po przywróceniu kary śmierci w 1976 (w grudniu 2005 stracono w stanie Missisipi 77-letniego Johna B. Nixona). Przeciwko egzekucji protestowało przed więzieniem około 200-300 osób.
Podczas ostatniej kolacji (na 5 godzin przed śmiercią) skazany zażyczył sobie między innymi ciastko oraz lody. Aby nie doprowadzić do hiperglikemii oba produkty zaserwowano w wersji bez zawartości cukru.